# Фомкинское сельское поселение
Фомкинское се́льское поселе́ние — муниципальное образование в Нурлатском районе Татарстана Российской Федерации.
Административный центр — село Фомкино.

## История
Статус и границы сельского поселения установлены Законом Республики Татарстан от 31 января 2005 года № 32-ЗРТ «Об установлении границ территорий и статусе муниципального образования "Нурлатский муниципальный район" и муниципальных образований в его составе».
В конце 2008 г. из части территории поселения было образовано Бикуловское сельское поселение.

## Население
| 2010 | 2011 | 2012 | 2013 | 2014 | 2015 | 2016 |
| ---- | ---- | ---- | ---- | ---- | ---- | ---- |
| 917  | ↘913 | ↘902 | ↘887 | ↘862 | ↘838 | ↘815 |
| 2017 | 2018 |      |      |      |      |      |
| ↘794 | ↘780 |      |      |      |      |      |

## Состав сельского поселения
| № | Населённый пункт | Тип населённого пункта       | Население |
| - | ---------------- | ---------------------------- | --------- |
| 1 | Фомкино          | село, административный центр |           |